# John Barnes (Anthropologe)
John Arundel Barnes (* 9. September 1918 in Reading; † 13. September 2010 in Histon, Cambridgeshire) war ein britisch-australischer Anthropologe und Hochschullehrer.

## Leben und Wirken
John Barnes studierte an der University of Cambridge (St. John’s College) und zwar zunächst Mathematik. 1939 erwarb er den Bachelorgrad. Während des Zweiten Weltkriegs diente er von 1940 bis 1946 bei der Royal Navy. Nach einem kurzen Studienaufenthalt an der University of Cape Town (1946) setzte er sein Studium an der University of Oxford (Balliol College) fort und promovierte dort 1951 zum Ph.D. Inzwischen hatte er sein Interessengebiet auf die Anthropologie, insbesondere auf die Sozialanthropologie gelenkt. Seine Hochschullehrertätigkeit begann bereits 1949 am University College London (1949 bis 1951). Anschließend arbeitete er sowohl an der University of Cambridge und der University of Manchester (1950 bzw. 1951 bis 1953), von 1951 bis 1954 außerdem wiederum am University College London und an der London School of Economics and Political Science (1954 bis 1956). Von 1956 bis 1958 war er Professor für Anthropologie an der University of Sydney und von 1958 bis 1969 an der Australian National University. Nach seiner Rückkehr aus Australien lehrte er von 1969 bis 1982 als Professor für Soziologie an der University of Cambridge.
Barnes besaß sowohl die britische als auch die australische Staatsangehörigkeit. 1981 wurde er Mitglied der British Academy. Ebenso war er Mitglied der Academy of the Social Sciences in Australia. Er gehörte außerdem zahlreichen anderen Fachorganisationen an. Für seine anthropologischen Feldforschungen bereiste er mehrere Länder.

## Veröffentlichungen (Auswahl)
- Marriage in a changing society. A study in structural change among the Fort Jameson Ngoni. Geoffrey Cumberlege, Cape Town 1951 (2. Aufl. University Press, Manchester 1967).
- Politics in a changing society. A political history of the Fort Jameson Ngoni. Oxford University Press, Oxford 1954.
- Class and Committees in a Norwegian Island Parish. In: Human Relations, Bd. 7 (1954), S. 39–58.
- Inquest on the Murngin. Royal Anthropological Institute of Great Britain and Ireland, London 1967.
- Sociology in Cambridge. An inaugural lecture. Cambridge University Press, Cambridge 1970.
- Three styles in the study of Kinship. Tavistock Publ., London 1971, ISBN 0-422-73820-4.
- The ethics of inquiry in social science. Oxford University Press, Delhi 1977, ISBN 0-19-560767-8.
- Who should know what? Social science, privacy and ethics. Cambridge University Press, Cambridge 1980, ISBN 0-521-23359-3.
- Models and interpretations. Selected essays. Cambridge University Press, Cambridge 1990, ISBN 0-521-36653-4.
- A pack of lies. Towards a sociology of lying. Cambridge University Press, Cambridge 1994, ISBN 0-521-45376-3.
- Humping my drum. Lulu, o. O. 2007 (Autobiographie).

Außerdem zahlreiche Aufsätze in Fachzeitschriften.